# Montalegre
Montalegre – miejscowość w Portugalii, leżąca w dystrykcie Vila Real, w regionie Północ w podregionie Alto Trás-os-Montes. Miejscowość jest siedzibą gminy o tej samej nazwie.

## Demografia
| Liczba ludności gminy Montalegre (1801–2011) | Liczba ludności gminy Montalegre (1801–2011) | Liczba ludności gminy Montalegre (1801–2011) | Liczba ludności gminy Montalegre (1801–2011) | Liczba ludności gminy Montalegre (1801–2011) | Liczba ludności gminy Montalegre (1801–2011) | Liczba ludności gminy Montalegre (1801–2011) | Liczba ludności gminy Montalegre (1801–2011) | Liczba ludności gminy Montalegre (1801–2011) | Liczba ludności gminy Montalegre (1801–2011) |
| -------------------------------------------- | -------------------------------------------- | -------------------------------------------- | -------------------------------------------- | -------------------------------------------- | -------------------------------------------- | -------------------------------------------- | -------------------------------------------- | -------------------------------------------- | -------------------------------------------- |
| 1801                                         | 1849                                         | 1900                                         | 1930                                         | 1960                                         | 1981                                         | 1991                                         | 2001                                         | 2004                                         | 2011                                         |
| 18 072                                       | 9 794                                        | 20 732                                       | 21 158                                       | 32 728                                       | 19 403                                       | 15 464                                       | 12 762                                       | 12 150                                       | 10 537                                       |

## Sołectwa
Sołectwa gminy Montalegre (ludność wg stanu na 2011 r.)
- Cabril – 553 osoby
- Cambeses do Rio – 130 osób
- Cervos – 271 osób
- Chã – 748 osób
- Contim – 87 osób
- Covelães – 135 osób
- Covelo do Gerês – 194 osoby
- Donões – 62 osoby
- Ferral – 397 osób
- Fervidelas – 87 osób
- Fiães do Rio – 76 osób
- Gralhas – 208 osób
- Meixedo – 209 osób
- Meixide – 88 osób
- Montalegre – 1816 osób
- Morgade – 228 osób
- Mourilhe – 117 osób
- Negrões – 177 osób
- Outeiro – 156 osób
- Padornelos – 124 osoby
- Padroso – 107 osób
- Paradela – 145 osób
- Pitões das Júnias – 161 osób
- Pondras – 131 osób
- Reigoso – 167 osób
- Salto – 1429 osób
- Santo André – 218 osób
- Sarraquinhos – 294 osoby
- Sezelhe – 142 osoby
- Solveira – 154 osoby
- Tourém – 151 osób
- Venda Nova – 262 osoby
- Viade de Baixo – 675 osób
- Vila da Ponte – 178 osób
- Vilar de Perdizes – 460 osób